# Macrocarpaea kayakifolia
Macrocarpaea kayakifolia är en gentianaväxtart som beskrevs av Jason Randall Grant. Macrocarpaea kayakifolia ingår i släktet Macrocarpaea och familjen gentianaväxter. Inga underarter finns listade i Catalogue of Life.